# Slag om Timor
De Slag om Timor (1942-1943) vond plaats op het eiland Timor, in de Stille Oceaan. Het Japanse leger viel op 19 februari 1942 het eiland binnen. De verdediging bestond voornamelijk uit Australische en Nederlandse militairen en Timorese en sommige Portugese kolonisten vochten met de geallieerden mee als creados (guerrilla's). Tienduizenden Timorese burgers stierven als gevolg van de slag.
De geallieerde soldaten, de overwegend Australische commando's, voerden een campagne tegen de overvallen van de Japanners. Ze werden bevoorraad door vliegtuigen en schepen, voornamelijk gevestigd in Darwin, Australië, ongeveer 650 kilometer naar het zuidwesten. De campagne duurde tot 10 februari 1943, toen de laatste Australische soldaten werden geëvacueerd.

## Achtergrond

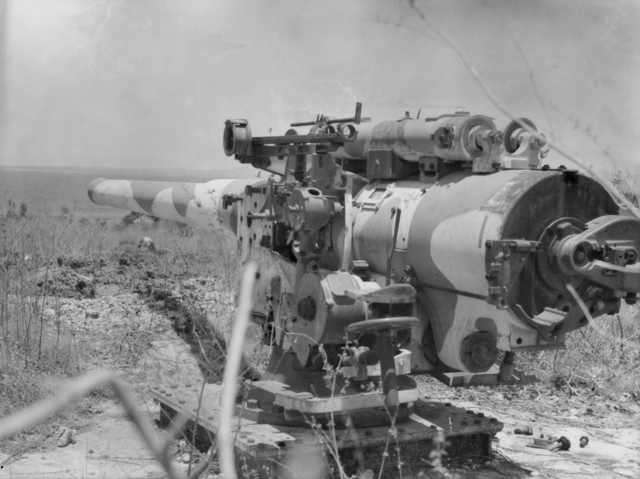
Een Australisch 150 mm kanon aan de kust van Timor

In 1941 was het eiland Timor verdeeld tussen twee koloniale machten: de Portugezen in Portugees Timor en de Nederlanders in Nederlands-Timor. De Australische en Nederlandse overheden waren overeengekomen dat, in het geval Japan in de Tweede Wereldoorlog aan de kant van de as zou komen te staan, Australië troepen zou leveren aan Nederland om Timor versterken. Dus een 1400 sterk Australisch legerdetachement, bekend als 'Sparrow Force', kwam bij Kupang op 12 december 1941 aan.
De militaire macht stond aanvankelijk onder bevel van luitenant-kolonel William Leggatt, en bestond uit de 2/40e Australische 8e divisie Bataljon, en de commando's van de 2/2e zelfstandige compagnie (grotendeels aangeworven in West-Australië). Onder Sparrow Force kwamen ongeveer 650 Nederlandse militairen van het KNIL onder bevel van Luitenant-kolonel Nico Leonard Willem van Straten, en werd ondersteund door 12 Lockheed Hudson lichte bommenwerpers van No 2 Squadron, Royal Australian Air Force (RAAF) en een troep van de Britse Royal Artillery's 79e luchtafweerbatterij (die hadden gediend in de Battle of Britain). De geallieerde troepen waren geconcentreerd rond het strategische vliegveld van Penfui, in de buurt van Kupang.
Tot dan toe weigerde de regering van Portugal samen te werken met de geallieerden, steunend op haar vordering van neutraliteit en de plannen om ongeveer 800 soldaten te sturen van Mozambique, om het grondgebied te verdedigen tegen een Japanse invasie. Dit liet de geallieerde flank sterk blootgesteld, een 400 man sterke Nederlands-Australische macht bezette Portugees Timor op 17 december 1941. De Portugese dictator, António de Oliveira Salazar, protesteerde bij de geallieerde regeringen. De koloniale gouverneur verklaarde zich een gevangene, om het uiterlijk van de neutraliteit te bewaren. Er werd echter geen weerstand geboden door het 500 man sterke Portugese leger en lokale ambtenaren. De overheden en de bevolking verwelkomden stilzwijgend de Nederlandse en Australische troepen.
Het merendeel van de Nederlandse troepen, onder Van Straten, en het geheel van de 2/2e zelfstandige compagnie, onder majoor Alexander Spence, werden overgebracht naar Portugees Timor. Ze werden verdeeld in kleinere detachementen verspreid over het gebied. In januari 1942 werden de geallieerde krachten op Timor een belangrijke schakel in de zogenaamde "Maleise Barrière", verdedigd door de kortstondige ABDACOM. Er kwam extra Australische ondersteunend personeel bij Kupang op 12 februari, waaronder brigadegeneraal William Veale, de geallieerde bevelhebber op Timor. Tegen deze tijd leden veel van de Australiërs, van wie de meesten niet gewend waren aan tropische omstandigheden, aan malaria en andere ziekten.
Timor werd door Japanse vliegtuigen aangevallen op 26 januari 1942. De aanvallen werden alleen belemmerd door een eskader van de US Army Air Corps P-40 jachtvliegtuigen, gevestigd in Darwin en pas in de loop van februari versterkt.
Op 16 februari bracht een geallieerd konvooi versterkingen en voorraden naar Kupang - begeleid door de zware kruiser USS Houston, de torpedobootjager USS Peary, en de sloepen HMAS Swan en HMAS Warrego - die kwamen echter onder zware Japanse luchtaanvallen en werd gedwongen terug te keren naar Darwin.

## Portugees Timor

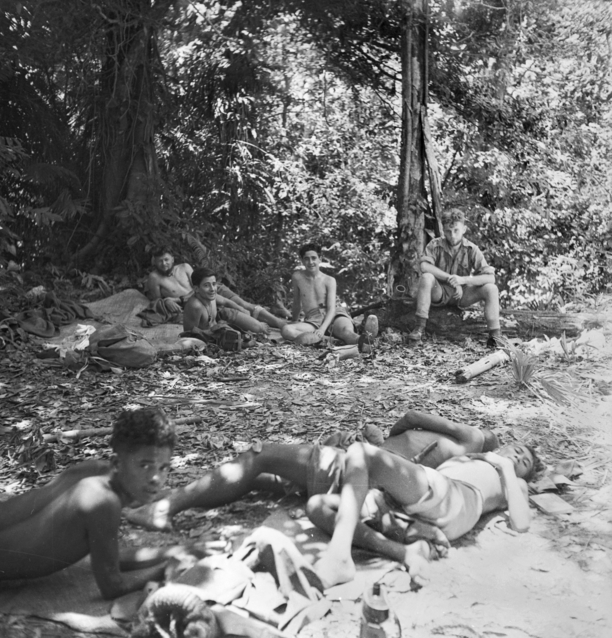
Australische guerrilla's in de jungle van Timor

In de nacht van 19-20 februari begon de landing op Timor door het 228e Regiment van het Japanse Keizerlijke Leger, onder bevel van kolonel Sadashichi Doi.
Het eerste contact was in Dili, de hoofdstad van de Portugese Timor, waar de Japanse schepen werden aangezien voor schepen van de Portugese versterkingen en de geallieerden waren verrast. Ze waren goed voorbereid en het garnizoen begon een ordelijke terugtocht, gedekt door een gedeelte van een 18 man sterk Australische commando, gestationeerd op het vliegveld. De sectie slaagde erin om naar schatting 200 Japanners in de eerste uren van de strijd te doden. Een ander deel was minder fortuinlijk en reed toevallig in een Japanse wegversperring. Hoewel ze zich hebben overgegeven wordt aangenomen dat ze allen werden afgeslacht.
De Australische commando's trokken met ongeveer 200 Nederlandse militairen, onder leiding van Van Straten van het zuiden en in het oosten in het bergachtige binnenland, naar het zuidwesten, richting de grens.

## Nederlands Timor
Op dezelfde avond werden geallieerde troepen in Nederlands-Timor met zeer intense luchtaanvallen bestookt. Het bombardement werd gevolgd door de landing van het hoofdgedeelte van het 228e regiment aan de niet verdedigde zuid-west kant van het eiland, aan de Paha River. Lichte tanks waren geland om de Japanse infanterie te ondersteunen, en voor geavanceerde kracht naar het noorden, het afsnijden van de Nederlandse posities in het westen, en het aanvallen van de 2/40e Bataljon functies bij Penfui.
Leggatt beval de vernietiging van het vliegveld, maar de geallieerde vluchtweg naar Champlong was afgesneden door de landing van ongeveer 500 Japanse marine parachutisten, vanaf de 3e Yokosuka Naval Special Landing Force, vlak bij Usua. Sparrow Force hoofdkwartier verhuisde verder naar het oosten en Leggatt en zijn mannen startte met een langdurige en verwoestende aanval op de para's.
Met zijn munitie bijna op, zijn mannen uitgeput en 132 mensen met ernstige wonden, raadpleegde Leggatt zijn mannen en accepteerde vervolgens een Japanse uitnodiging tot overgave op Usua.

## De commandocampagne

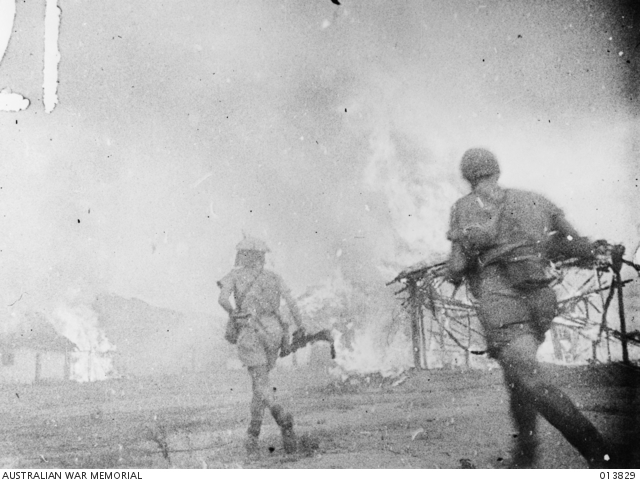
Australiërs steken het dorp Mindello in brand.

Tegen het einde van februari controleerden de Japanners het grootste deel van Nederlands-Timor en het gebied rond Dili in het noordoosten. Zij konden echter niet verhuizen naar het zuiden en oosten van het eiland zonder angst voor een aanval. Het 2/2e (zelfstandige compagnie) was verborgen in de bergen van het Portugese Timor en begon aanvallen tegen de Japanners, gesteund door Timorese gidsen en dragers met Timorese bergpony's.
Hoewel de Portugese ambtenaren officieel neutraal bleven en verantwoordelijk voor burgerlijke zaken, hadden de kolonisten en de Portugese Timorezen meestal sympathie voor de geallieerden, waardoor deze in staat waren om de lokale telefoon-systeem te gebruiken om onderling te communiceren en om informatie te verzamelen over Japanse bewegingen. Echter, ze konden geen contact krijgen met de buitenwereld, wat te wijten was aan een gebrek aan functionerende radioapparatuur.

## Het Japanse offensief

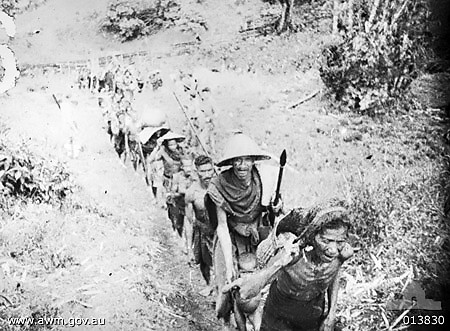
Pro-Australische Timorezen hebben pro-Japanse Timorezen gevangengenomen.

In augustus waren Japanse strijdkrachten begonnen met het plat branden van dorpen die hulp zouden hebben geboden aan de geallieerden. De commandant van de Japanse 48e divisie, luitenant-generaal Yuichi Tsuchihashi was aangekomen, om de leiding van de operaties op Timor op zich te nemen. Hij verplaatste troepen naar het oosten van Nederlands Timor om daar de Nederlandse posities in het centrale zuiden van het eiland aan te vallen. Het offensief eindigde op 19 augustus, na inname van de centrale stad Maubisse en de zuidelijke haven Beco.
Eind augustus werden de zaken gecompliceerd toen een opstand tegen de Portugezen uitbrak onder de inheemse bevolking, en daarmee een parallel conflict begon. De Japanners waren ook grote aantallen Timorese burgers aan het werven als verkenners om geallieerde bewegingen te observeren en door te geven.
In september arriveerde het belangrijkste deel van het Japanse 48e divisie om de campagne over te nemen. De Australiërs stuurde op 23 september ook versterkingen, in de vorm van de 450-koppige 2/4e zelfstandige compagnie - bekend als Lancer Force. De torpedobootjager HMAS Voyager liep aan de grond in de zuidelijke haven van Betano tijdens de landing van de 2/4e.
In oktober waren de Japanners erin geslaagd om aanzienlijke aantallen Timorese burgers te werven voor de strijd, deze leden echter ernstige verliezen bij frontale aanvallen tegen de geallieerden. De kolonisten werden ook onder druk gezet om de Japanners te helpen, en ten minste 26 Portugese burgers werden gedood in de eerste zes maanden van de bezetting, met inbegrip van lokale ambtenaren en een katholieke priester. Op 1 november keurde het geallieerde opperbevel de afgifte van wapens aan de Portugese ambtenaren goed.

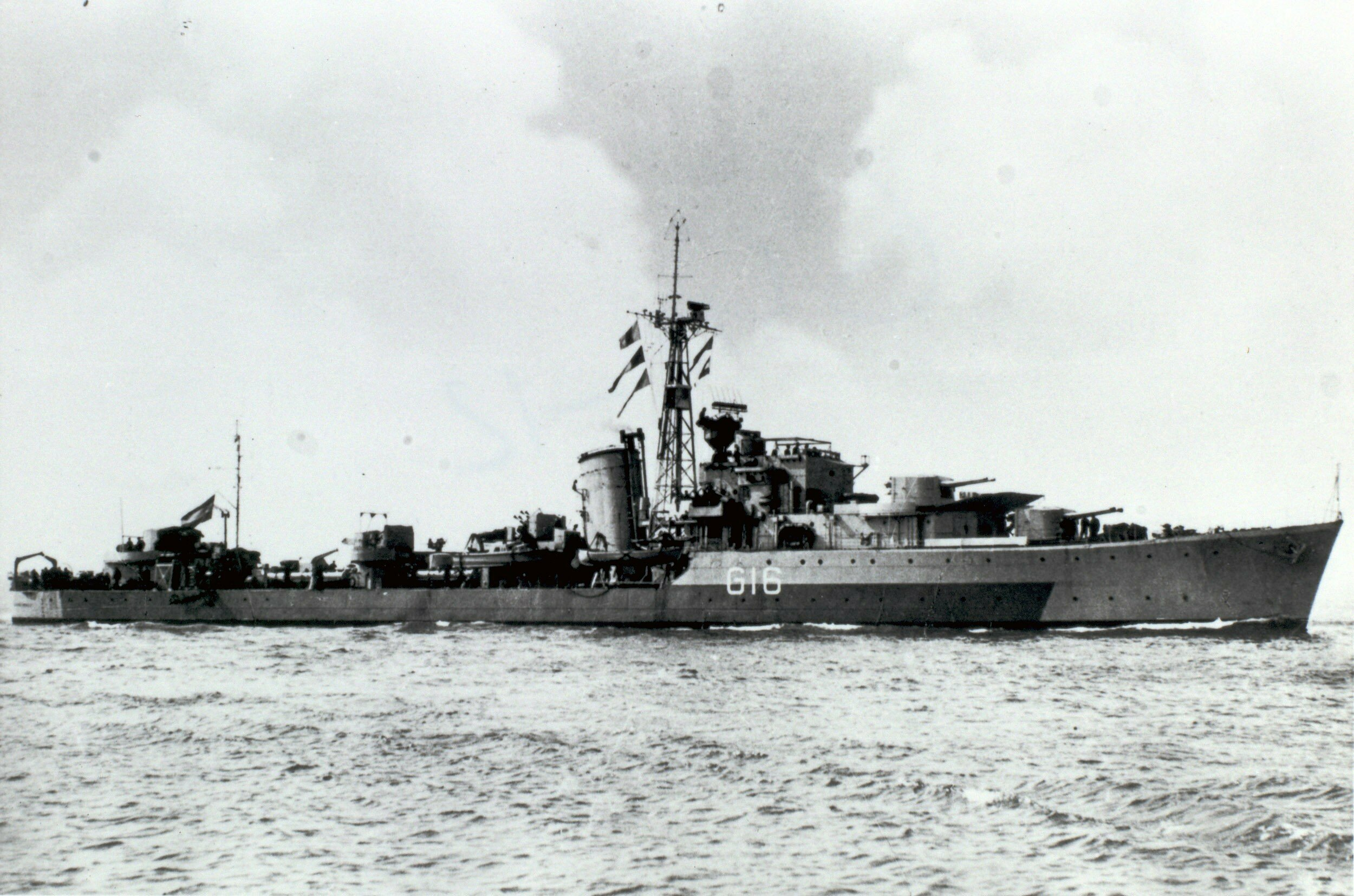
De torpedobootjager Hr.Ms. Tjerk Hiddes slaagde er in de Australische en Nederlandse troepen en burgers naar Darwin te evacueren.

Op 9, 12 en 18 december werd de rest van de oorspronkelijke Sparrow Force, met uitzondering van enkele officieren, geëvacueerd met een aantal Portugese burgers, door de Nederlandse torpedobootjager Hr.Ms. Tjerk Hiddes onder het commando van W. J. Kruys.
Tegen die tijd was de kans klein op een geallieerd Timor, want er waren nu 12.000 Japanse troepen op het eiland en de commando's kwamen steeds meer in contact met de vijand.

## Nabeschouwing
De verovering van Timor had de Japanse strijdkrachten het nodige gekost: ruim tien maanden strijd, waarbij een grote troepenmacht werd gebonden en zware verliezen aan gesneuvelden en gewonden werden geleden. Dat werd bereikt door de inzet van ongeveer 1.000 man Australische troepen en KNIL-militairen. Officieren en manschappen die door bleven vechten waren onder meer: kapitein D.M.P. de Jong, de luitenants J.W. Zijlstra, M. Horstink, C.W. Schreuder, sergeant-majoor H.G.P. van Haren, sergeant W.P.G. de Vrijer, sergeant J.P. de Graaf, kanonnier W. Broekstra, de inwoners van Timor J.B. Denu, klerk bij het binnenlands bestuur en Saudale, bureau-oppasser. Ten slotte sergeant J. Bakker van de afdeling zoeklichten en anderen. Er vonden guerrillagevechten plaats bij onder meer Dacolo, Fatoema, Bobonaro en Ainaro. Het plaatsje Fatacuac speelde een rol bij de evacuatie.